# Пам'ятки архітектури Дрогобицького району
У Дрогобицькому районі Львівської області нараховується 38 пам'яток архітектури.
| 1                  | Церква Св. Миколи(дер.)                                          | 1800 р.       | с. Нагуєвичі       | 1352 /1 |
| 2                  | Дзвіниця ц. Св. Миколи(дер.)                                     | 1800 р.       | с. Нагуєвичі       | 1352 /2 |
| 3                  | Церква св. Іллі(дер.)                                            | 1698 р.       | с. Лішня           | 424     |
| 4                  | Церква Успіння Богородиці(Св. Параскеви)(дер.)                   | 1644 р.       | смт. Мединичі      | 1353 /1 |
| 5                  | Дзвіниця ц. Успіння Богородиці(Св. Параскеви)(дер.)              | 1644 р.       | смт. Мединичі      | 1353 /2 |
| 5                  | Церква Св. Миколи(мур.)                                          | 1695 р.       | с. Новий Кропивник | 1354 /1 |
| 6                  | Дзвіниця ц. Св. Миколи(дер.)                                     | 1821 р.       | с. Новий Кропивник | 1354 /2 |
| 7                  | Церква Покрови Богородиці(дер.)                                  | п.п. XVII ст. | с. Попелі          | 423 /1  |
| 8                  | Дзвіниця ц. Покрови Богородиці(дер.)                             | XVII ст.      | с. Попелі          | 423 /2  |
| 9                  | Церква Собору Пресвятої Богородиці(дер.)                         | 1700 р.       | с. Селець          | 425 /1  |
| 10                 | Дзвіниця ц. Собору Пресвятої Богородиці(дер.)                    | XVIII ст.     | с. Селець          | 425 /2  |
| місцевого значення |                                                                  |               |                    |         |
| 11                 | Церква Покрови Пресвятої Богородиці (мур.)                       | 1886 р.       | с. Болехівці       | 1410-М  |
| 12                 | Церква Св.арх. Михаїла (дер).                                    | 1874 р.       | с. Брониця         | 1411-М  |
| 13                 | Церква Св. Косми і Дем'яна (мур.)                                | 1820 р.       | с. Винники         | 1412-М  |
| 14                 | Каплиця Собору Івана Хрестителя                                  | 1732 р.       | с. Волоща          | 2258-М  |
| 15                 | Церква (дер.)                                                    | п. XX ст.     | с. Воля            | 2255-М  |
| 16                 | Церква Різдва Пресвятої Богородиці (дер.)                        | 1773 р.       | с. Вороблевичі     | 449-І/М |
| 17                 | Дзвіниця ц-ви Різдва Пр. Богородиці (дер.)                       | 1773 р.       | с. Вороблевичі     | 449-2/М |
| 18                 | Брама (дер.)                                                     | 1773 р.       | с. Вороблевичі     | 449-3/М |
| 19                 | Церква Успення Пресвятої Богородиці (мур.)                       | 1850 р.       | с. Грушів          | 1413-М  |
| 20                 | Церква св. Миколая                                               | XIX ст.       | с. Доброгостів     | 1414-М  |
| 21                 | Церква Введення в храм Пресвятої Богородиці (св. Миколая) (дер.) | п. XX ст.     | с. Довге           | 2256-М  |
| 22                 | Церква Св. Юрія (Івана) (Вознесіння Господнього) /дер./          | п. XX ст.     | с. Дорожів Верхній | 2254-М  |
| 23                 | Церква Благовіщення Пресвятої Богородиці (дер.)                  | XIX ст.       | с. Жданівка        | 1415-М  |
| 24                 | Церква Св. Миколая (дер.)                                        | 1797 р.       | с. Залокоть        | 2259-М  |
| 25                 | Церква Перенесення Св. Миколая                                   | 1907 р.       | с. Залужани        | 2260-М  |
| 26                 | Гута (мур.)                                                      | XVIII—XIX ст. | с. Майдан          | 450-І/М |
| 27                 | Костьол Св.вмч. Анни                                             | п. XX ст.     | с. Майдан          | 450-2/М |
| 28                 | Церква Св. Миколая (дер.)                                        | 1925 р.       | с. Медвежа         | 1416-М  |
| 29                 | Церква Св.арх. Михаїла (мур.)                                    | 1746 р.       | с. Мокряни         | 2257-М  |
| 30                 | Церква Преображення Господнього (дер.)                           | 1872 р.       | смт. Підбуж        | 1417-М  |
| 31                 | Церква Св.апостолів Петра і Павла (дер.)                         | 1858 р.       | с. Раневичі        | 1418-М  |
| 32                 | Церква Св. Преображення Господнього (дер.)                       | 1864 р.       | с. Рибник          | 1419-М  |
| 33                 | Брама у двірському валі (мур.)                                   | XIX ст.       | с. Рихтичі         | 448-М   |
| 34                 | Церква Воздвиження Чесного Животворящого Хреста (дер.)           | п. XX ст.     | с. Смільна         | 2261-М  |
| 35                 | Церква Св. ап. Петра і Павла (дер.)                              | 1867 р.       | с. Снятинка        | 1420-М  |
| 36                 | Церква Благовіщення Пресвятої Богородиці Св. Миколая (дер.)      | п. XX ст.     | с. Сторона         | 2262-М  |
| 37                 | Церква Преображення Господнього (дер.)                           | 1705 р.       | с. Унятичі         | 1421-М  |
| 38                 | Церква Пр. Трійці                                                | 1857 р.       | с. Уріж            | 1422-М  |
|                    |                                                                  |               |                    |         |

## Джерело
Перелік пам'яток Львівської області [Архівовано 16 вересня 2012 у Wayback Machine.]